# Jack Farthing
Jack Farthing (* 1985 in London) ist ein britischer Schauspieler.

## Leben
Farthing wuchs in London auf. Er besuchte die Westminster School und die Hall School in Hampstead, wo er die Schauspielerei entdeckte. Sein Studium legte er in Oxford und an der London Academy of Music and Dramatic Art ab. Er brach sein Studium ab, als man ihm eine Rolle am Globe Theatre anbot. Dort wirkte er an mehreren Produktionen mit. Ansonsten trat er bisher hauptsächlich in Fernsehserien in Erscheinung. Dazu gehören Pramface, Silk – Roben aus Seide, Agatha Christie’s Poirot und Blandings. 2014 war er außerdem in Lone Scherfigs Film The Riot Club zu sehen.

## Filmografie (Auswahl)
- 2012: Pramface (Episode 1x04)
- 2012: Silk – Roben aus Seide (Silk, Episode 2x03)
- 2013: Dancing on the Edge (Miniserie, Episode 1x03)
- 2013: Da Vinci’s Demons (Episode 1x04)
- 2013: Agatha Christie’s Poirot – Die großen Vier (The Big Four, Fernsehfilm)
- 2013–2014: Blandings (13 Episoden)
- 2014: The Riot Club
- 2014: Cilla (Miniserie, 2 Episoden)
- 2015: Burn Burn Burn
- 2015–2019: Poldark (Fernsehserie, 43 Episoden)
- 2016: Wild
- 2018: Agatha Christie: Die Morde des Herrn ABC (The ABC Murders, Miniserie, 3 Episoden)
- 2019: Official Secrets
- 2020: Love Wedding Repeat
- 2021: Spencer
- 2021: Frau im Dunkeln (The Lost Daughter)
- 2022: Chloe (Miniserie, 6 Episoden)
- 2023: Rain Dogs (8 Episoden)
- 2023: The Serial Killer’s Wife (4 Episoden)
- 2025: Islands